# Tamaoki Seiichi
Seiichi Tamaoki (sinh ngày 26 tháng 4 năm 1982) là một cầu thủ bóng đá người Nhật Bản.

## Sự nghiệp câu lạc bộ
Seiichi Tamaoki đã từng chơi cho Kawasaki Frontale.